# Apalus bipunctatus
Apalus bipunctatus is een keversoort uit de familie van oliekevers (Meloidae). De wetenschappelijke naam van de soort is voor het eerst geldig gepubliceerd in 1812 door Megerle von Mühlfeld.